# Lorenz Wieber
Lorenz Wieber (* 4. Juli 1853 in Volkmarsen; † 12. März 1937 in Heidelberg) war ein deutscher Eisenbahnsekretär und Mitglied des Provinziallandtages der Provinz Hessen-Nassau.

## Leben
Lorenz Wieber wurde als Sohn des Lehrers Philipp Wieber und dessen Ehefrau Catharina Christina Vering geboren.
Bevor er 1875 aus seiner Heimatstadt Volkmarsen nach Kassel verzog, war er als Büroangestellter tätig, wurde Büroassistent bei der Main-Weser-Bahn und dort später Eisenbahnbetriebsassistent. Er wechselte als Rechnungsrat zur Stadtverwaltung Kassel, wo er Mitglied der Stadtverordnetenversammlung wurde.
Von 1917 bis 1919 war er Mitglied des kurhessischen Kommunallandtages des preußischen Regierungsbezirks Kassel bzw. des Provinziallandtages der Provinz Hessen-Nassau, wo er Mitglied des Eingabeausschusses war. 